# Siemens SD-160
Siemens SD-100 und Siemens SD-160 begründeten eine Familie von Stadtbahnfahrzeugen, die von Siemens Mobility in den USA für den nordamerikanischen Markt entworfen wurden. Die Entwicklung basiert auf dem Verkaufserfolg der hochflurigen Siemens–Duewag-U2-Stadtbahnwagen, von denen die Modelle das Namenskürzel erbten.

## Geschichte
Der Erfolg der Stadtbahnkonzepte in Europa wurde in den USA in den 1970er Jahren rezipiert und führte ab 1972 zur begrifflichen Definition von LRV-Leichtbahnfahrzeugen (Light rail vehicle). Die damals gegründete Urban Mass Transportation Administration (UMTA) gründete dann Kommissionen zur Förderung von Nahverkehrssystemen für die Städte, in denen die vorherigen Straßenbahnen verschwunden waren.
Noch vor den USA wurde das erste LRV-System in Edmonton (Kanada) ab 1978 errichtet. Es folgte die Stadtbahn in Calgary und die Stadtbahn in San Diego 1981. Für die genannten drei Städten wurden zu dieser Zeit die U2-Stadtbahnwagen aus Deutschland importiert, durch den Buy America Act mit lokaler Endmontage ab 1983. Weitere Städte beschafften später auch Neukonstruktionen anderer Hersteller aus Nordamerika. Neben San Diego in Kalifornien als dem größten Kunden beschaffte später noch die Sacramento RT Light Rail in Kalifornien einige Dutzend U2-Wagen in den Jahren 1985/86.

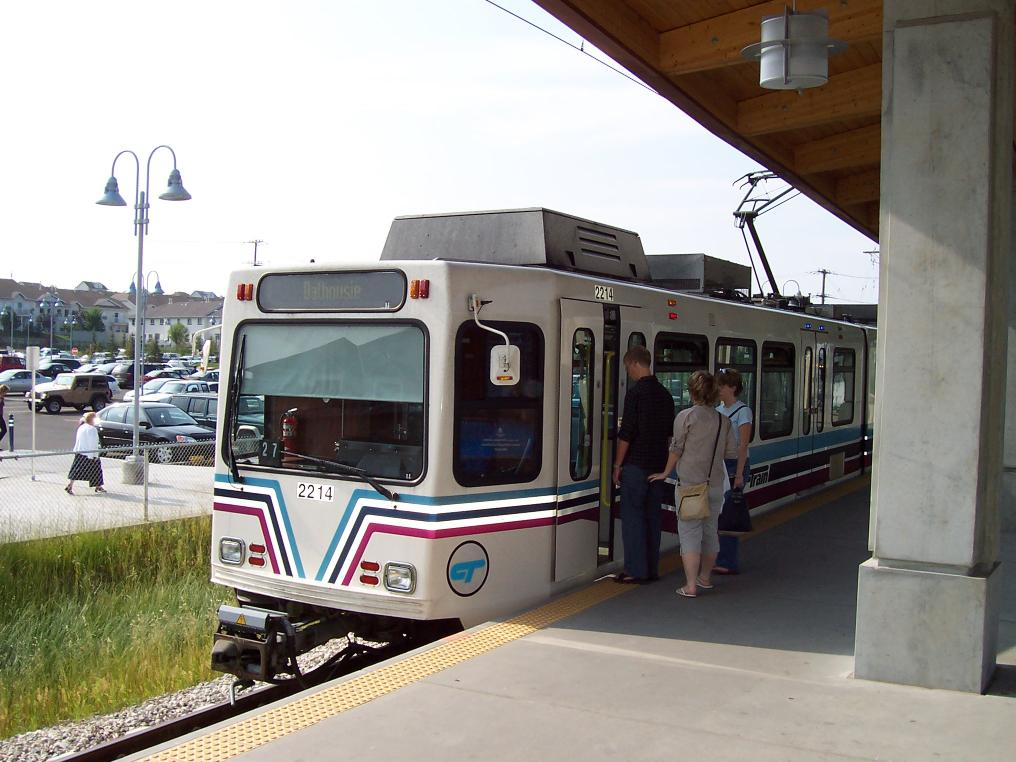
SD-160 C-Train in Calgary

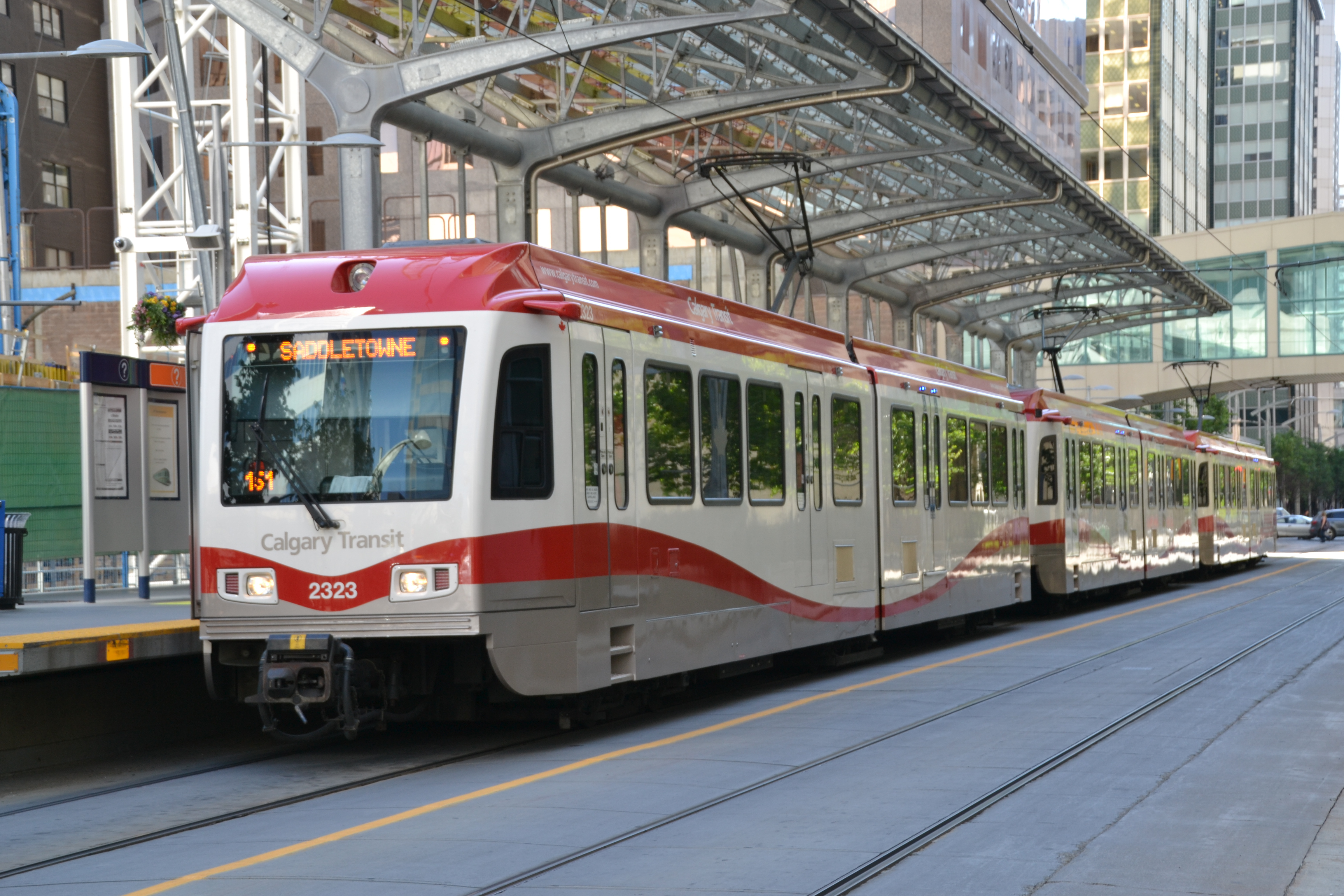
SD-160NG Dreifachtraktion am Hochbahnsteig in Calgary

Der nächste Meilenstein ist der Kauf der Bahnwerke in Sacramento in Kalifornien 1992. Die erste Serie SD-100 wurde ab 1993 an San Diego mit über fünfzig Triebwagen verkauft. Die Fortentwicklung SD-160 wurde ab 2001 nach Calgary und Edmonton verkauft, die damit ihre U2-Flotte ergänzten.
Die Modelle Siemens SD-400 / S-460 sind Varianten der SD-100 / SD-160, die für den Betrieb mit 750 V und IGBT-Leistungselektronik ausgelegt sind. Sie sind in Pittsburgh, St. Louis und Valencia (Venezuela) in Betrieb.
Auch nach der Vermarktung der niederflurigen Combino als Siemens S70 führte man noch ein hochfluriges Fahrzeug als Siemens S200 ein, die vielfach die U2- / SD-Flotte der Stadtbahnen der 1980er Jahre ergänzen kann. In der Renaissance der Straßenbahn war man ja ab den 1990er Jahren dazu übergegangen, neue Systeme niederflurig zu errichten. San Diego, als einer der ersten und größten Abnehmer der SD-Fahrzeuge, beschafft keine hochflurigen S200 mehr, sondern stellt auf niederflurigen Betrieb mit S70 um.
Stadtbahnsysteme wie in Edmonton jedoch, die Hochbahnsteige benutzen, sind weiter Abnehmer der Nachfolgetypen der SD-Familie. Auch der neueste S200 hat dabei praktisch identische Abmessungen des Wagenkastens. Sowohl für Calgary (Green Line) als auch für Edmonton (Valley Line) gibt es zwar Pläne für den Bau neuer Linien, die keine Verbindung zum bisherigen Stadtbahnnetz haben, und die dann niederflurig ausgeführt werden – die existierenden Strecken jedoch werden auf absehbare Zeit bleiben.

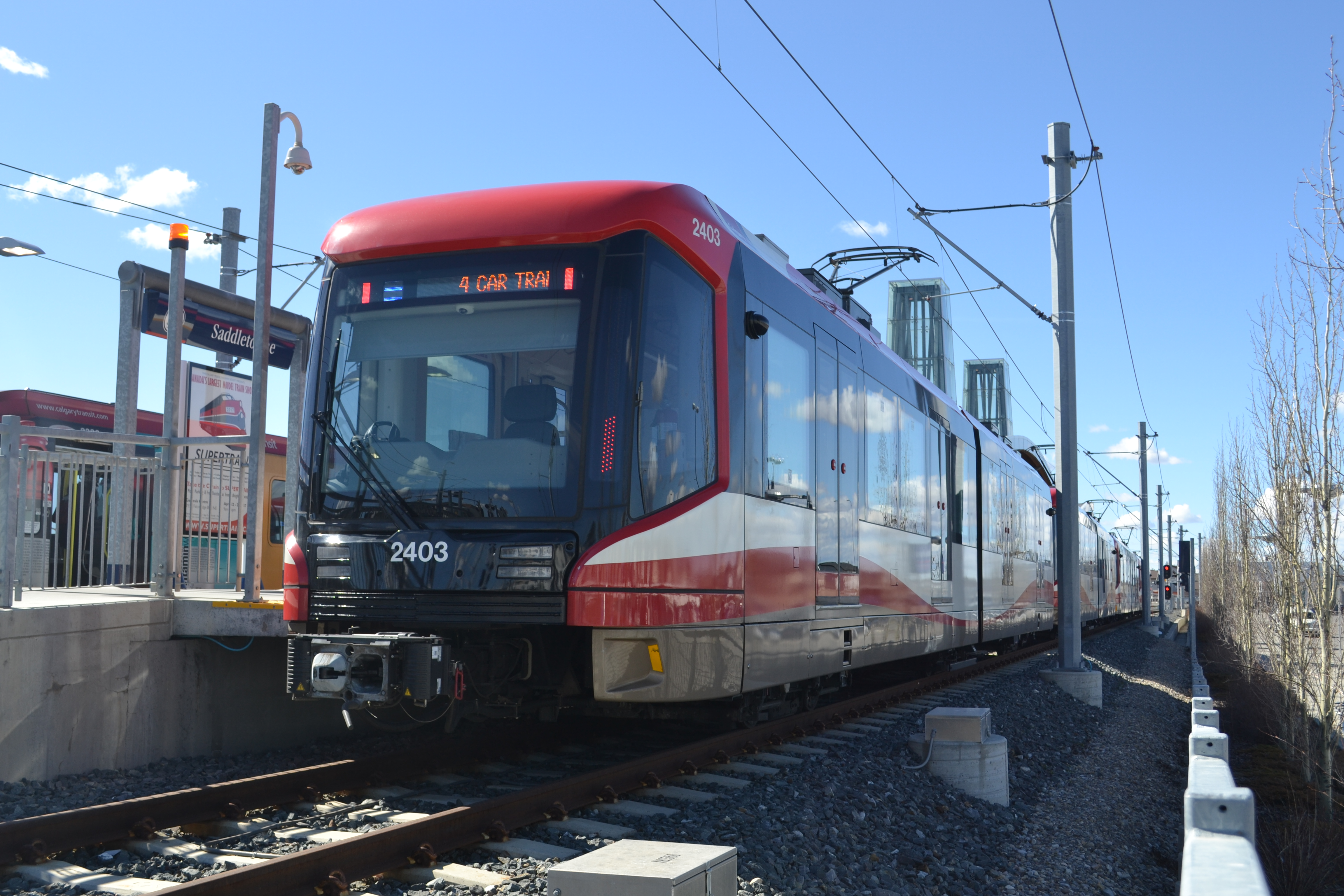
S200 in Calgary

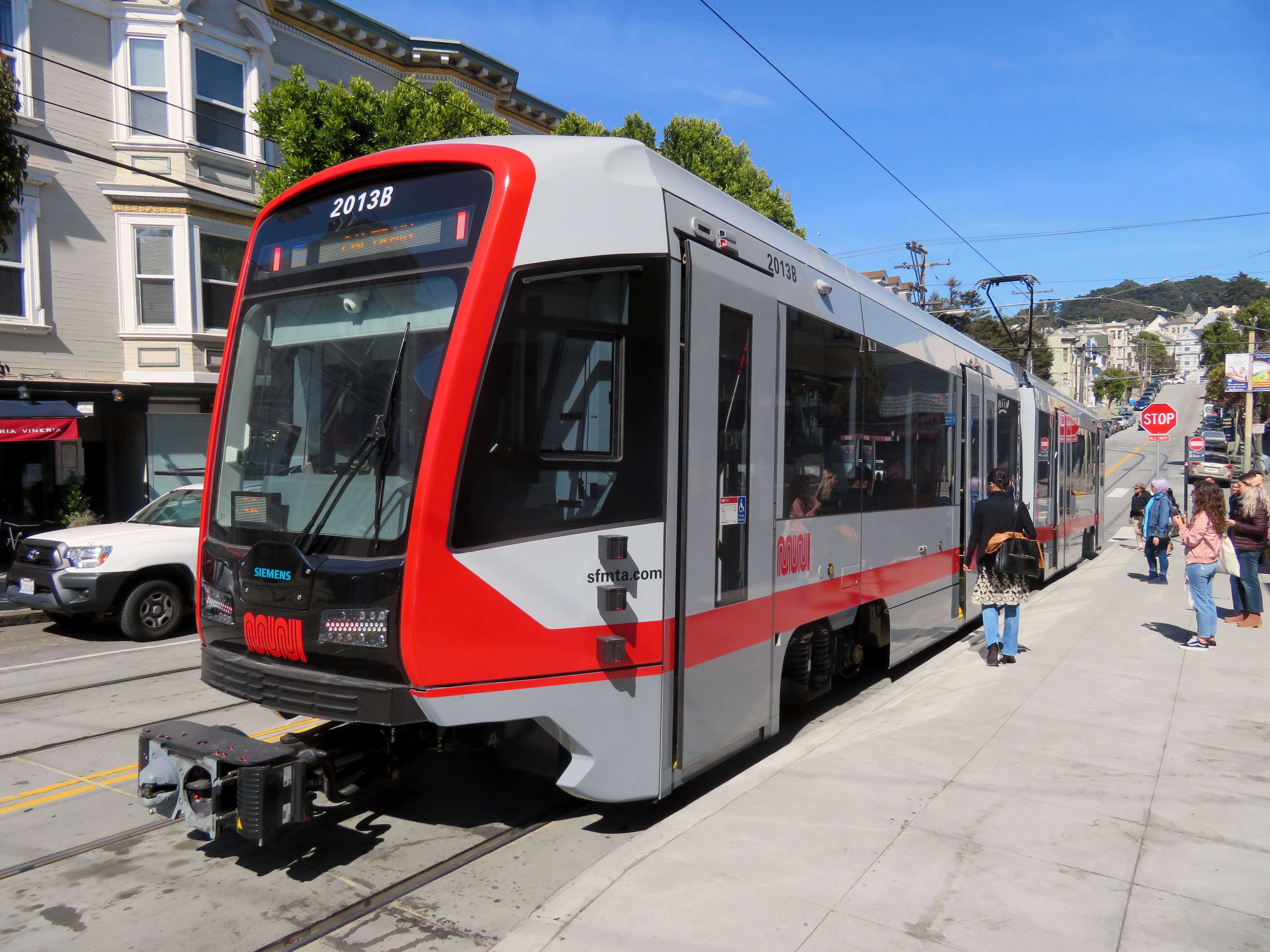
Eine S200SF der Muni Metro

## SD-100
Die SD-100 entsprechen in ihren Abmessungen noch direkt den U2-Stadtbahnfahrzeugen. Man kann diese von den anderen SD-Wagen gut anhand der Falttüren unterscheiden, die später nicht mehr verwendet wurden.
Betreiber sind San Diego Trolley in San Diego (52 Fahrzeuge), UTA TRAX in Salt Lake City (23 Fahrzeuge), und Denver Light Rail in Denver (49 Fahrzeuge). Alle Fahrzeuge sind noch in täglichem Betrieb.

## SD-160
Die Fortentwicklung SD-160 ist etwas länger, mit 24,8 m aber immer noch kurz genug, um in Dreifachtraktion unter den 75 m Maximum der deutschen BOStrab zu fallen. Es können Züge mit sechs Wagen zusammengestellt werden.
Betreiber sind Denver Light Rail in Denver (76 Fahrzeuge), UTA TRAX in Salt Lake City (17 Fahrzeuge), Edmonton Light Rail Transit in Edmonton (77 Fahrzeuge) und C-Train in Calgary (72 Fahrzeuge). Alle Fahrzeuge sind noch in täglichem Betrieb.

## SD-160NG
Die NG Serie übernimmt einige Neuerungen der Siemens SD-460 einschließlich der IGBT-Leistungselektronik.
Betreiber ist C-Train in Calgary (38 Fahrzeuge).

## S200
Die S200 sind Nachfolger für die SD-160 und fahren unter 600 V Gleichstrom. Größter und neuer Kunde wurde hier San Francisco, die für die Muni Metro den kompletten Altbestand an Fahrzeugen damit ersetzen wollen. Dafür wurde das Modell stark modifiziert und wird bei Siemens als Typ „S200 SF“ geführt. Während der Wagenkasten für Calgary 25,8 m lang und die Fahrzeuge eine Bodenhöhe von 98 cm aufweisen, sind demgegenüber die Wagen für San Francisco 22,9 m lang mit ein Bodenhöhe von 86 cm. Der Kurvenradius hat sich dabei von 25 m auf 13 m verkleinert.
Betreiber sind C-Train in Calgary (60 Fahrzeuge) und Muni Metro in San Francisco (175 Fahrzeuge, mit Option für 85 weitere). Die Fahrzeuge befinden sich noch in der Auslieferung.